# ستون (وحدة)
ستون أو حجر (بالإنجليزية: Stone) (اختصارها: .st) هي وحدة قياس للكتل، تساوي 6.35 كيلوغرام (أي 14 رطل). يُستخدم الستون لقياس كتلة جسم الإنسان في كل من المملكة المتحدة وأيرلندا.